# Zielonka
Zielonka (udtale: [ʑɛˈlɔnka])  er en by der ligger i det østlige, centrale Polen, i den centrale del af voivodskabet Masovien (Województwo mazowieckie) og har 18.219(2021) indbyggere og et areal på	79,23 km². Den er en del af powiatet (amt) Wołomin. Byen ligger omkring 13 km nordøst  Warszawas centrum.
Zielonka grænser op til Warszawa og flere andre byer i Warszawas storbyområde: Ząbki og Marki i vest, Kobyłka i nord og Sulejówek i syd . Den fik byrettigheder i 1960.
I august 1920 blev Slaget ved Ossów, udkæmpet i nærheden, som var en del af Slaget ved Warszawa, (en del af Den polsk-sovjetiske krig)  hvor polakkerne vandt og slog denSovjetisk invasion tilbage. Inden for byens grænser, nær landsbyen Ossów, er der en kirkegård med et kapel for de faldne polske soldater i kampene. 